# Cuscuta campestris
Cuscuta campestris é uma espécie de planta com flor pertencente à família Convolvulaceae. 
A autoridade científica da espécie é Yunck., tendo sido publicada em Memoirs of the Torrey Botanical Club 18(2): 138. 1932.

## Portugal
Trata-se de uma espécie presente no território português, nomeadamente em Portugal Continental.
Em termos de naturalidade é introduzida na região atrás indicada.

## Protecção
Não se encontra protegida por legislação portuguesa ou da Comunidade Europeia.